# 精神健康覆核審裁處
精神健康覆核審裁處（英語：Mental Health Review Tribunal）是根據香港法例第136章《精神健康條例》第59A條成立，負責審視由被強制羈留在精神病院或強制接受監護的病人所提出的申請，以及決定該等病人是否可根據該條例而獲釋。
現任主席是鍾浩怡先生。 

## 歷任主席
- 李家齊（2014年1月20日－2018年6月30日）[3]
- 李偉民（2018年7月1日－2020年6月30日）[2]
- 鍾浩怡[4]